# Jakov Fak
Jakov Fak (* 1. August 1987 in Rijeka, SR Kroatien, SFR Jugoslawien) ist ein slowenischer Biathlet kroatischer Herkunft. Seit 2006 startet er im Weltcup, zunächst für den kroatischen und seit 2010 für den slowenischen Nationalverband. In dieser Wettkampfserie konnte er bislang neun Rennen gewinnen und wurde in der Saison 2014/15 Dritter des Gesamtweltcups. Ferner gewann er zwei Medaillen bei Olympischen Winterspielen sowie fünf bei Weltmeisterschaften. 2012 wurde Fak im Einzel über 20 Kilometer, 2015 im Massenstart über 15 Kilometer Weltmeister. Anhand dieser Ergebnisse ist er der erfolgreichste Biathlet Sloweniens und Südosteuropas.

## Sportlicher Werdegang

### Anfänge und Erfolge für den kroatischen Verband
Der Kroate Jakov Fak wechselte im Jahr 2000 vom Skilanglauf zu dem in dieser Zeit in Kroatien populärer gewordenen Biathlonsport. Erstmals international in Erscheinung trat er im Alter von 14 Jahren im Rahmen der Jugendweltmeisterschaften 2002 im italienischen Ridnaun. Dort belegte er im Sprint den 64. und im Einzel den 72. Platz und erreichte gemeinsam mit der kroatischen Staffel den 17. Rang im entsprechenden Wettbewerb. Im Januar 2003 gab er in einem Sprint in Forni Avoltri sein Debüt im Junioreneuropacup mit einem 46. Platz, bei den Jugendweltmeisterschaften 2003 verbesserte er sich auf den 28. Rang im Sprint, 32. in der Verfolgung und 38. im Einzel. Anfang 2006 startete der Kroate erstmals bei zwei Wettkämpfen im Europacup der Erwachsenen und verpasste erste Ranglistenpunkte als 41. des Sprints von Martell nur knapp. Bei seinen letzten Juniorenweltmeisterschaften, 2008 in Ruhpolding, gelangen ihm als Zehnter des Sprints und 13. der Verfolgung seine besten Resultate bei diesen Meisterschaften. Auch bei den Sommerbiathlon-Weltmeisterschaften der Junioren in der Haute-Maurienne trat er im gleichen Jahr an, und gewann, nachdem er im Sprintwettbewerb zunächst Achter geworden war, in der Verfolgung die Goldmedaille.
Am 8. Dezember 2006 debütierte Fak im Rahmen eines Sprints in Hochfilzen im Weltcup und beendete diesen nach zwei Schießfehlern als 107. Im Verlauf der Saison startete er in sieben weiteren Wettkämpfen, unter anderem auch bei den Weltmeisterschaften 2007 in Antholz, seinen ersten im Erwachsenenbereich. Dort wurde er 78. im Sprint und 93. im Einzel. Eine Platzierung in den Punkterängen blieb ihm dabei verwehrt und der 78. Rang aus Antholz sollte sein bestes Resultat bleiben. Ähnlich verlief auch die darauffolgende Saison: Faks bestes Ergebnis war der 43. Platz im Einzel auf der Pokljuka-Hochebene. Bei den Weltmeisterschaften 2008 im schwedischen Östersund wurde er 69. im Sprint, verzichtete jedoch auf einen Start im Einzel. Bereits seit Sommer 2008 trainierte Fak, zunächst noch unter kroatischer Flagge, gemeinsam mit der Nationalmannschaft Sloweniens. Laut eigener Aussage habe er erst durch diesen Schritt den Sprung vom Amateur zum Profi geschafft. Im zweiten Rennen der Saison 2008/09, einem Sprint in Östersund, gewann er mit dem 37. Platz seine ersten Weltcuppunkte. Eine nochmalige Leistungssteigerung gelang dem Kroaten im Einzel beim Weltcup in Hochfilzen. In diesem wurde er 15. und übertraf damit sein bis dahin bestes Weltcupresultat um 22 Ränge.

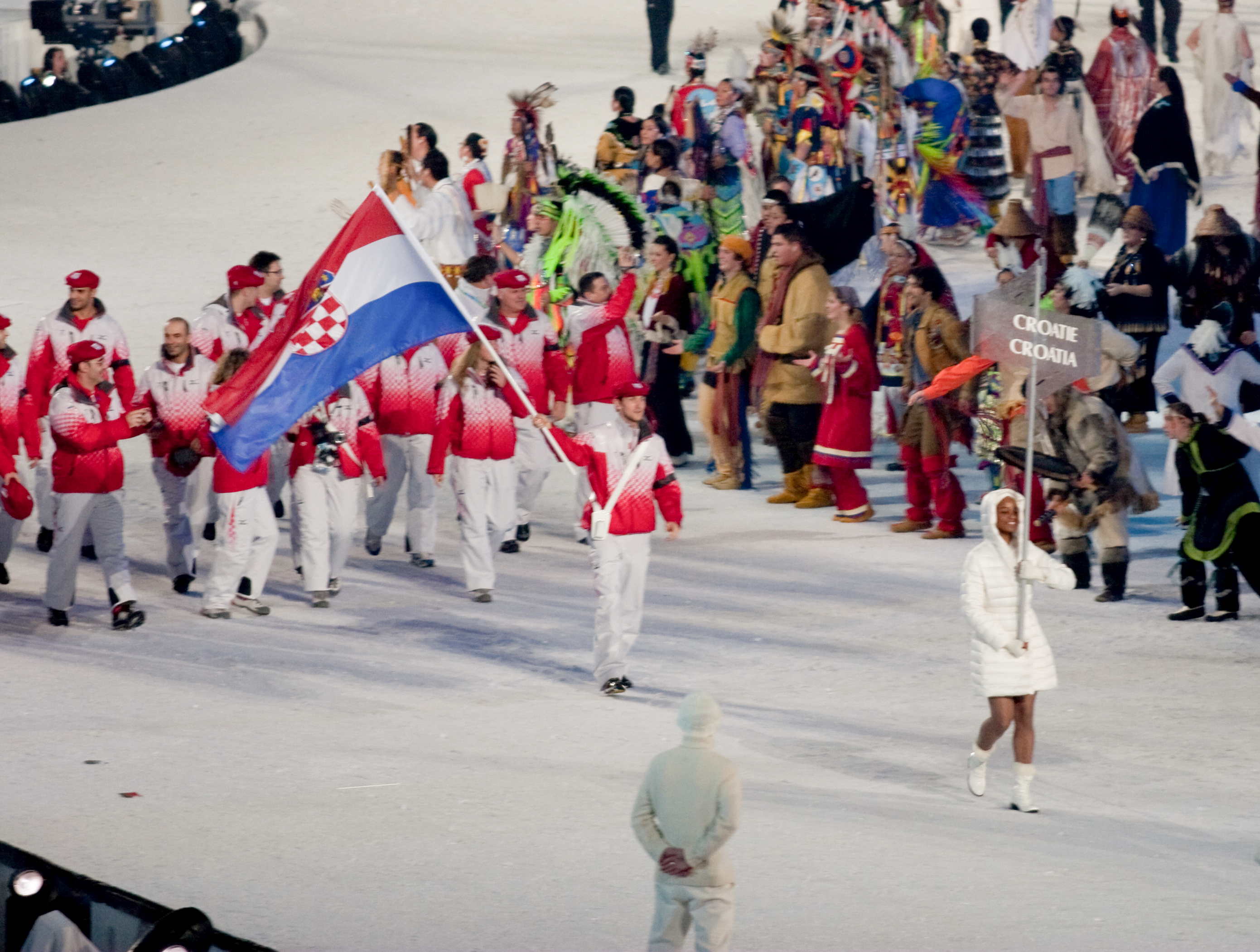
Fak als Fahnenträger der kroatischen Olympiamannschaft in Vancouver

Der Durchbruch in die Weltspitze seiner Sportart gelang Jakov Fak bei den Weltmeisterschaften 2009 im südkoreanischen Pyeongchang. Nachdem er im Sprint 14. und in der Verfolgung 25. geworden war, gewann er im Einzel über 20 Kilometer die Bronzemedaille. Dabei musste er sich lediglich Ole Einar Bjørndalen aus Norwegen und Christoph Stephan aus Deutschland geschlagen geben. Dies war zugleich seine erste Podiumsplatzierung bei einem Wettkampf im Rahmen des Weltcups und der erste Medaillengewinn Kroatiens bei Weltmeisterschaften in den nordischen Skisportarten und dem damit verwandten Biathlon. Im Massenstart belegte er den 19. Platz. Den Winter 2008/09 beendete er auf Platz 44 des Gesamtweltcups. Nachdem sich der 22-Jährige im Verlauf der Weltcupsaison 2009/10 bis dahin nur in Antholz als 24. des Sprints sowie als 17. der Verfolgung in den Punkterängen klassiert hatte, gewann er bei den Olympischen Winterspielen 2010 im kanadischen Vancouver im Sprint über zehn Kilometer hinter dem Franzosen Vincent Jay und dem Norweger Emil Hegle Svendsen die Bronzemedaille. Bei seiner ersten Teilnahme an den Winterspielen wurde er zudem 24. der Verfolgung, 50. des Einzels und Achter des Massenstarts. Zudem agierte er bei der Eröffnungsfeier als Fahnenträger des kroatischen Teams. Im Hinblick auf die gesamte Saison steigerte er sich im Vergleich zum Vorjahr und wurde 37. des Gesamtweltcups.

### Nationenwechsel und Weltmeistertitel

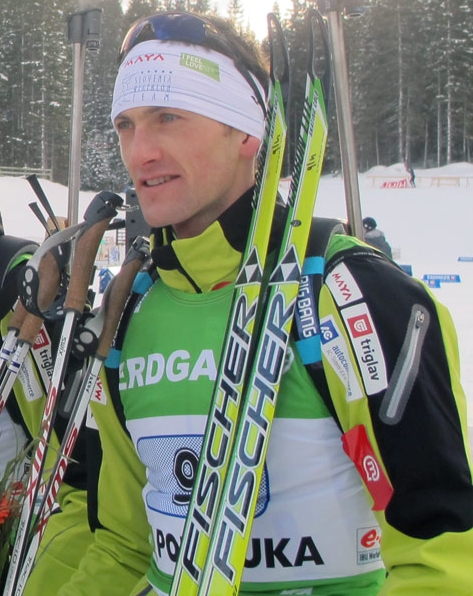
Fak beim Weltcup auf der Pokljuka im Dezember 2010

Bereits in der Zeit um seinen Medaillengewinn bei den Weltmeisterschaften 2009 fanden Gespräche zwischen den Verbänden über einen Wechsel Faks vom kroatischen zum slowenischen Nationalverband nach den Olympischen Winterspielen 2010 statt. Im August 2009 gab Fak bekannt, „zu 99,9 Prozent“ sicher zu sein, den Wechsel aufgrund der in Slowenien besseren Trainingsbedingungen im darauffolgenden Jahr zu vollziehen. Im April 2010 machte der slowenische Teamdirektor Borut Nunar deutlich, dass es eine weitere Zusammenarbeit der Slowenen mit Fak nur bei einem Verbandswechsel des Athleten geben werde. Nachdem der kroatische Verband vom slowenischen zunächst eine Ablösesumme über 100.000 Euro gefordert hatte, einigten sich die beiden Verbände im November 2010, womit Fak seit der Saison 2010/11 unter slowenischer Flagge antritt.
In diese startete er mit drei Resultaten unter den ersten Zehn in Östersund, darunter ein dritter Platz in der Verfolgung. Dieser war seine erste Podiumsplatzierung im Weltcup außerhalb von Großereignissen. Im Verlauf der Saison platzierte er sich regelmäßig in den Punkterängen. Nachdem Fak beim Weltcup in Fort Kent Mitte Februar 2011 schwere Erfrierungen an seinem Abzugsfinger erlitten hatte, musste er seine Teilnahme an den Weltmeisterschaften 2011 in Chanty-Mansijsk absagen, um keine mit einem unfreiwilligen Karriereende gleichbedeutende Amputation des Fingers zu riskieren. Er beendete die Saison somit vorzeitig und wurde 24. des Gesamtweltcups. Zu Beginn der Saison 2011/12 gewann Fak zunächst einen in Östersund ausgetragenen Sprint im Rahmen des zweitklassigen IBU-Cups. Im Weltcup erzielte er, wie schon im Vorjahr, regelmäßig Punktgewinne. Bei den Weltmeisterschaften 2012 in Ruhpolding erreichte er seinen bis dahin größten sportlichen Erfolg: Nachdem er bereits mit der Mixedstaffel über 2 × 6 und 2 × 7,5 Kilometer gemeinsam mit Andreja Mali, Teja Gregorin und Klemen Bauer die Silbermedaille gewonnen und in Sprint und Verfolgung die Plätze elf beziehungsweise acht belegt hatte, wurde er am 6. März 2012 Weltmeister im Einzel über 20 Kilometer. Er lag dabei vor Simon Fourcade aus Frankreich und Jaroslav Soukup aus Tschechien. Der Weltmeistertitel war gleichzeitig sein erster Sieg im Weltcup und der erste für Slowenien im Biathlon. Am Ende der Saison stand für Fak der 16. Platz im Gesamtweltcup und der zweite Platz in der Disziplinwertung im Einzel.

### Etablierung in der Weltspitze
Nachdem er sich zum Auftakt der Weltcupsaison 2012/13 in Östersund in drei Rennen nicht unter den besten 30 Athleten klassieren konnte, erreichte er beim zweiten Weltcup in Hochfilzen mit einem dritten Platz im Sprintrennen die erste Podiumsplatzierung des Winters. Einen Tag später gewann er am 8. Dezember 2012 die Verfolgung und damit sein zweites Weltcuprennen. Am 13. Dezember 2012 gewann er mit dem Sprint beim slowenischen Heimweltcup auf der Pokljuka das zweite Einzelrennen nacheinander und wurde im Massenstart Zweiter. In Antholz erreichte er als Dritter des Sprints und Zweiter der Verfolgung zwei weitere Male das Podest. Bei den Weltmeisterschaften 2013 im tschechischen Nové Město na Moravě kam er als Schlussläufer der slowenischen Mixedstaffel, die in derselben Besetzung wie im Vorjahr antrat, als Fünfter ins Ziel. Im Sprint konnte er hinter Emil Hegle Svendsen und Martin Fourcade die Bronzemedaille und damit sein bis dahin insgesamt viertes Edelmetall bei Weltmeisterschaften gewinnen. Bei diesen blieb es seine einzige Medaille: In der Verfolgung wurde er Sechster, im Einzel 20., in der Staffel mit Peter Dokl, Klemen Bauer und Janez Marič 12. und belegte im abschließenden Massenstart den 18. Platz. Zum Ende der Saison blieben ihm weitere Podestplatzierungen verwehrt, wodurch er im Gesamtweltcup, in dem er lange hinter Fourcade und Svendsen auf dem dritten Rang gelegen hatte, noch hinter Dominik Landertinger auf Platz vier zurückfiel. Seine bis dahin beste Weltcupsaison schloss er mit zwei Siegen und sieben Podien auf diesem Platz ab.
Auf dem Weg zu den Olympischen Winterspielen 2014 in Sotschi startete Fak mit einem 48. Platz im Einzel beim traditionellen Auftakt in Östersund in die Saison 2013/14. In Einzel und Verfolgung von Ruhpolding lief er erstmals in diesem Jahr auf das Podest. Bei den Winterspielen konnte er erstmals seit den Weltmeisterschaften 2008 bei einem Großereignis in keinem Wettkampf eine Medaille gewinnen. Er wurde Zehnter des Sprints, 30. der Verfolgung, 31. des Einzels und Vierter im Massenstart. Mit Dokl, Bauer und Marič erreichte er in der Staffel den fünften Platz. Nach den Spielen gewann Fak den Sprint von Oslo. Im Massenstart an gleicher Stelle wurde er Dritter, im Gesamtweltcup lag er auf Platz zwölf. Im Weltcup 2014/15 sollte Fak seine bislang beste Gesamtleistung aus dem Winter 2012/13 übertreffen. Bereits vor Weihnachten erreichte er im Sprint von Östersund und in der Verfolgung von Hochfilzen mit dem jeweils dritten Rang zwei Podestplätze. Nach dem Jahreswechsel wurde er in Antholz Dritter des Sprints und gewann in Nové Město sowohl Sprint als auch Verfolgung. Bei den Weltmeisterschaften 2015 in Kontiolahti wurde er 15. mit der Mixedstaffel, 14. im Sprint, Achter in der Verfolgung, Zehnter im Einzel und Achter mit der Herrenstaffel. Im Massenstart über 15 Kilometer gewann er am 15. März 2015 vor Ondřej Moravec und Tarjei Bø seinen zweiten Weltmeistertitel. Die Saison beschloss er nach einem weiteren Sieg im letzten Rennen, einem Massenstart in Chanty-Mansijsk, auf Platz drei im Gesamtweltcup hinter Martin Fourcade und Anton Schipulin.
2015/16 blieb Fak erstmals seit der Saison 2007/08 im gesamten Saisonverlauf ohne Podestplatz. In guter Form präsentierte er sich bei den Weltmeisterschaften in Oslo: Er wurde 39. im Sprint, Fünfter in der Verfolgung, Sechster im Einzel und Siebter im Massenstart. Die drei letztgenannten waren seine einzigen Top-Zehn-Resultate dieser Saison. Nachdem er in der Saison 2016/17 aufgrund gesundheitlicher Probleme nur zwei Rennen in Ruhpolding absolviert hatte, in denen er ohne Punkte geblieben war, und auch die Weltmeisterschaften 2017 verpasst hatte, gelang ihm 2017/18 die Rückkehr in die Weltspitze. Vor den Olympischen Winterspielen 2018 in Pyeongchang platzierte er sich mit Ausnahme des Sprints von Antholz durchgehend unter den besten 15 und reiste daher neben Martin Fourcade, Johannes Thingnes Bø, Arnd Peiffer und Tarjei Bø als von der Internationalen Biathlon-Union benannter Favorit auf Medaillen nach Südkorea. Nach zunächst durchwachsenen Ergebnissen als 23. im Sprint und 47. in der Verfolgung gewann er mit Silber im Einzel über 20 Kilometer hinter Johannes Thingnes Bø und vor Dominik Landertinger seine zweite olympische Medaille. Im Massenstart wurde er Zehnter, mit der Mixed-Staffel erzielte er Platz 14. Nach den Spielen klassifizierte er sich bis zum Saisonende weiterhin konstant in den Punkterängen. Die Saison beendete er mit drei Podestplätzen auf Platz sechs des Gesamtweltcups.

### Starke Leistungen auch im fortgeschrittenen Alter

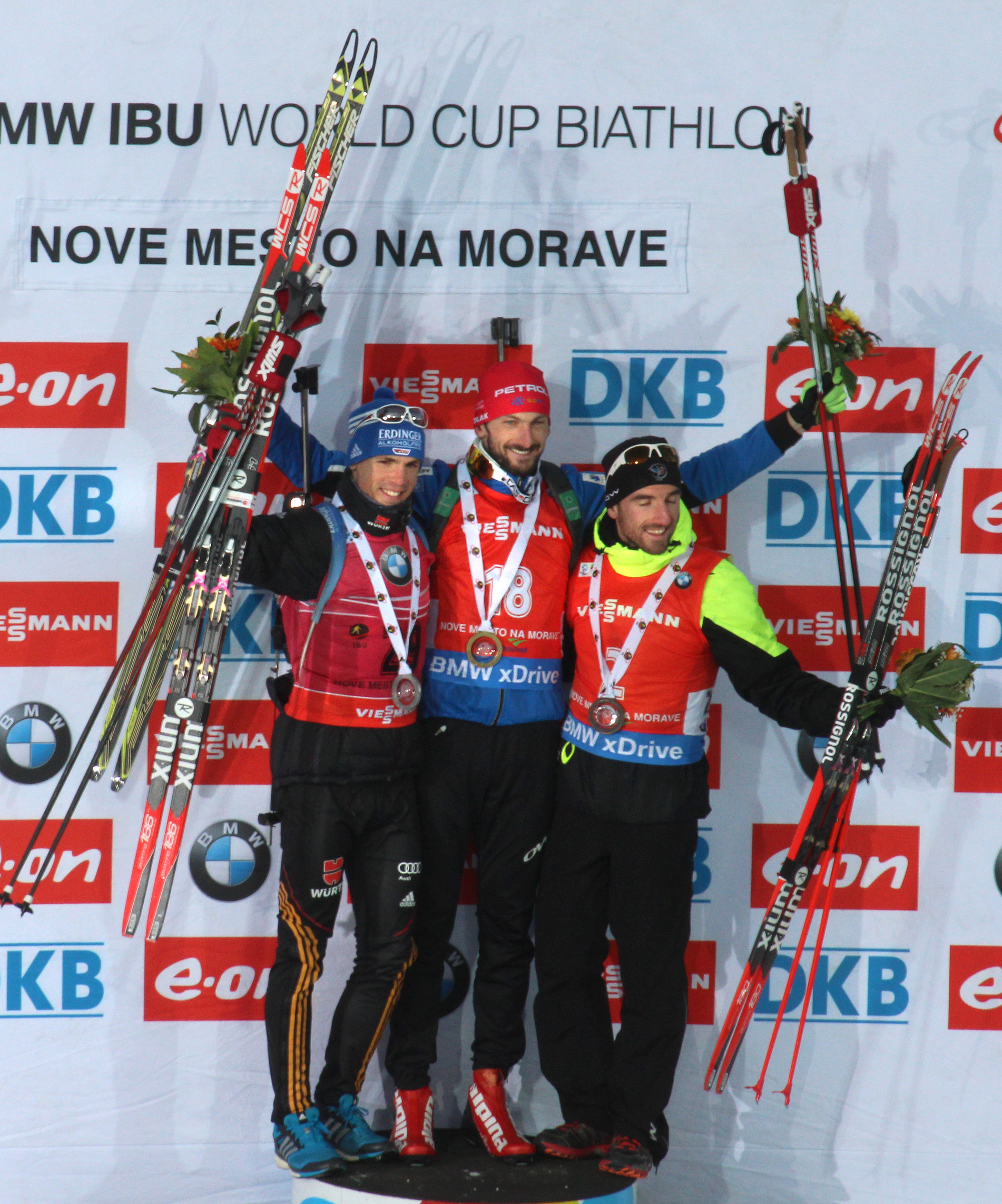
Fak (Mitte) nach seinem Weltcupsieg am 7. Februar 2015 gemeinsam mit Simon Schempp (links) und Jean-Guillaume Béatrix (rechts)

Die Saison 2018/19 wiederum verlief für Fak ohne Podestplatzierung. Bestes Resultat war ein vierter Platz im Einzel gleich zum Saisonauftakt, der in diesem Jahr aufgrund der in Östersund ausgetragenen Weltmeisterschaften ausnahmsweise auf der Pokljuka stattfand, sowie ein neunter Rang im Sprint von Hochfilzen. Bei den Weltmeisterschaften wurde Fak 17. im Sprint, 26. in der Verfolgung, 42. im Einzel, Fünfter mit der Staffel – mit Miha Dovžan, Klemen Bauer und Rok Tršan – und 14. im Massenstart. Die Saison endete für ihn auf Platz 26 der Gesamtwertung. Im Folgewinter konnte sich der Slowene wieder steigern und lief insgesamt viermal unter die besten Zehn, wobei er in Hochfilzen das Podest im Verfolgungswettkampf um weniger als zwei Sekunden verpasste. Im Rahmen der Weltmeisterschaften 2020 lief er im Einzel um lediglich acht Sekunden an einer Medaille vorbei und belegte Rang vier, im Staffelrennen resultierte wie im Vorjahr der gute fünfte Platz. Zum Auftakt der Saison 2020/21 erreichte Fak in Kontiolahti einen fünften Rang im Sprint des ersten Weltcups, zwei sechste Ränge in Sprint und Verfolgung des zweiten Weltcups, und einen siebenten Rang im Einzel des ersten Weltcups. Seine gute Form bestätigte er Ende Januar des neuen Jahres in Antholz, als er mit einem dritten Platz im Massenstart nach längerer Zeit wieder das Podest erreichen konnte. Außerdem lief er bei seiner Heim-WM, ebenfalls im Massenstart, auf den fünften Platz, wobei er zusammen mit Simon Eder bis kurz nach dem letzten Schießen noch auf Medaillenkurs lag, beide aber auf der Schlussrunde von Quentin Fillon Maillet und Johannes Dale überholt wurden. Mit Miha Dovžan, Klemen Bauer und Rok Tršan konnte Fak zudem in Nové Město mit einem vierten Platz das beste Herrenstaffelergebnis für Slowenien in der Geschichte erreichen. Durch insgesamt zwölf Top-Zehn-Ergebnisse und keiner einzigen Platzierung außerhalb der Punkteränge belegte Fak am Ende der Saison knapp hinter Martin Ponsiluoma den elften Rang der Gesamtwertung, in der Massenstartwertung landete er auf Rang sechs.
Die olympische Saison 2021/22 endete für Fak ernüchternd, so erreichte er nur fünfmal die Punkteränge und konnte mehrere Wettkämpfe gesundheitsbedingt nicht antreten. Bei seinen vierten Olympischen Spielen kam er ebenfalls in keinem der drei Individualrennen unter die besten Zwanzig und brach die Saison im Anschluss an deren Höhepunkt vorzeitig ab. Konstant gute Leistungen führten im folgenden Winter dazu, dass sich der Slowene in seinen Ergebnissen wieder verbesserte und im Gesamtweltcup den 19. Rang belegte. Stärkstes Resultat der Saison wurde der dritte Rang beim Einzel in Ruhpolding im Januar 2023, bei dem er am Schießstand fehlerfrei geblieben war. Zum Auftakt der Saison 2023/24 erreichte Fak gemeinsam mit Polona Klemenčič beim Single-Mixed-Wettkampf von Östersund überraschend Rang vier und verpasste somit einen Podestplatz um lediglich fünf Sekunden, in Oberhof ging es im Sprint erneut ohne Schießfehler auf den fünften Platz. Auch beim Saisonhöhepunkt, den Weltmeisterschaften in Nové Město, wusste er zu überzeugen, indem er Neunter des Einzels und Sechster im abschließenden Massenstart wurde. Beim City-Biathlon im September 2024 in Dresden gelang ihm zudem der Sieg, nachdem er im Zielsprint Johannes Thingnes Bø und Justus Strelow besiegt hatte.
Trotz der konstant guten Vorleistungen gelang Fak im Winter 2024/25 wieder eine Steigerung. Er lief in Individualrennen achtmal unter die Top 10, klassierte sich mit seiner 16 Jahre jüngeren Single-Mixed-Partnerin Lena Repinc dreimal auf dem sechsten Rang und verpasste in Hochfilzen mit der Männerstaffel nur knapp das Podest, nachdem Lovro Planko auf der Schlussrunde noch vom Schweden Martin Ponsiluoma überholt worden war. Auch die Weltmeisterschaften verliefen erneut erfolgreich, so belegte der Slowene in Einzel und Verfolgung jeweils Platz sechs. Unbestrittener Höhepunkt des Winters wurde aber sein letzter Heimweltcup auf der Pokljuka: Im verkürzten Einzel über 15 Kilometer ging der 37-Jährige bei widrigen Streckenbedingungen wie Regen, Graupelschauern und tiefem Schnee mit der frühen Startnummer fünf in das Rennen, blieb als einer von zwei Athleten am Schießstand fehlerfrei und sicherte sich zehn Jahre nach seinem letzten Triumph, dem Massenstart in Chanty-Mansijsk im März 2015, seinen neunten Weltcupsieg. Dabei verwies er Sturla Holm Lægreid und Martin Ponsiluoma auf die weiteren Podestplätze. Die Saison schloss er als Zehnter der Weltcupgesamtwertung ab, in der Einzelwertung musste er sich lediglich Lægreid geschlagen geben.
Nach Auskunft auf seiner Homepage möchte Fak seine sportliche Laufbahn bis zu den Olympischen Winterspielen 2026 in Mailand fortsetzen.

## Leistungen in den Teildisziplinen
Jakov Fak gilt seit vielen Jahren als extrem sicherer Schütze. Lag seine Quote am Schießstand in seinen Anfangsjahren im Weltcup und auch bei seinen ersten WM- und Olympiamedaillen noch bei weniger als 80 Prozent, stieg sie bis auf einen vorläufigen Höchststand von 91,7 Prozent im Winter 2017/18. Besonders im Liegendanschlag ist er mit einer Durchschnittsquote von etwa 88 % bei über 2600 abgegebenen Schüssen im Verlauf seiner Weltcupkarriere einer der sichersten Schützen überhaupt. Auch Faks Qualität auf der Loipe stieg über die Jahre konstant. War er bei seinen frühen Starts für den kroatischen Verband eher Außenseiter und auf Skiern nicht konkurrenzfähig, steigerte er sich mit Beginn des Trainings mit dem slowenischen Team und erreichte die stärksten läuferischen Werte in seiner erfolgreichsten Saison 2014/15, als er 2,97 Prozent schneller als der durchschnittliche Athlet lief und damit hinter Johannes Thingnes Bø zweitschnellster Läufer des Weltcupfeldes war. Seit etwa 2018 läuft Fak im Durchschnitt gut 1 bis 1,5 % schneller als der Median.

## Persönliches
Jakov Faks älterer Bruder Stjepan war ebenfalls als Biathlet aktiv und absolvierte unter anderem mit ihm gemeinsam den Staffelwettbewerb bei den Jugendweltmeisterschaften 2002 in Ridnaun. Fak heiratete im Juni 2018 seine langjährige Verlobte. Er ist Vater von drei ab 2016 geborenen Töchtern.

## Statistiken

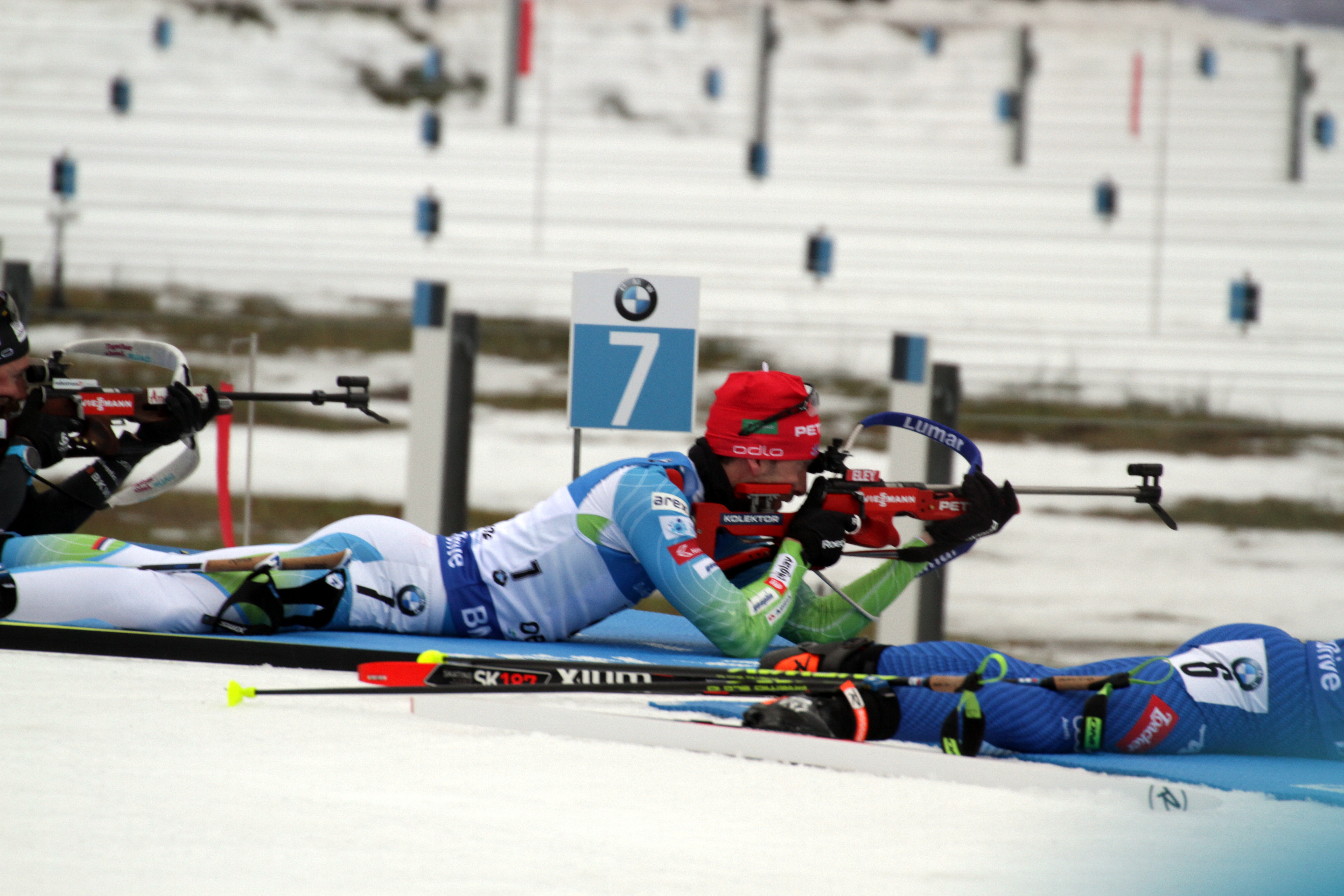
Fak beim Liegendschießen, Anfang 2018 in Oberhof

### Weltcup

#### Siege
| Nr. | Datum         | Ort              | Disziplin            |
| --- | ------------- | ---------------- | -------------------- |
| 1.  | 6. März 2012  | Ruhpolding (WM)  | Einzel (20 km)       |
| 2.  | 8. Dez. 2012  | Hochfilzen       | Verfolgung (12,5 km) |
| 3.  | 13. Dez. 2012 | Pokljuka         | Sprint (10 km)       |
| 4.  | 20. März 2014 | Oslo             | Sprint (10 km)       |
| 5.  | 7. Feb. 2015  | Nové Město       | Sprint (10 km)       |
| 6.  | 8. Feb. 2015  | Nové Město       | Verfolgung (12,5 km) |
| 7.  | 15. März 2015 | Kontiolahti (WM) | Massenstart (15 km)  |
| 8.  | 22. März 2015 | Chanty-Mansijsk  | Massenstart (15 km)  |
| 9.  | 13. März 2025 | Pokljuka         | Kurzeinzel (15 km)   |

#### Platzierungen
Die Tabelle zeigt alle Platzierungen (je nach Austragungsjahr einschließlich Olympische Spiele und Weltmeisterschaften).
- 1.–3. Platz: Anzahl der Podiumsplatzierungen
- Top 10: Anzahl der Platzierungen unter den ersten zehn (einschließlich Podium)
- Punkteränge: Anzahl der Platzierungen innerhalb der Punkteränge (einschließlich Podium und Top 10)
- Starts: Anzahl gelaufener Rennen in der jeweiligen Disziplin
- Staffel: inklusive Mixed- und Single-Mixed-Staffeln

| Platzierung               | Einzel | Sprint | Verfolgung | Massenstart | Staffel | Gesamt |
| ------------------------- | ------ | ------ | ---------- | ----------- | ------- | ------ |
| 1. Platz                  | 2      | 3      | 2          | 2           |         | 9      |
| 2. Platz                  |        |        | 4          | 1           | 1       | 6      |
| 3. Platz                  | 3      | 7      | 2          | 2           |         | 14     |
| Top 10                    | 14     | 29     | 31         | 19          | 50      | 143    |
| Punkteränge               | 31     | 100    | 81         | 48          | 77      | 337    |
| Starts                    | 45     | 134    | 87         | 48          | 80      | 394    |
| Stand: Saisonende 2024/25 |        |        |            |             |         |        |

#### Wertungen
Ergebnisse bei Biathlon-Weltcups (Disziplinen- und Gesamtweltcup) gemäß Punktesystem:
| Saison  | Einzel | Einzel | Sprint | Sprint | Verfolgung | Verfolgung | Massenstart | Massenstart | Gesamt | Gesamt |
| Saison  | Platz  | Punkte | Platz  | Punkte | Platz      | Punkte     | Platz       | Punkte      | Platz  | Punkte |
| ------- | ------ | ------ | ------ | ------ | ---------- | ---------- | ----------- | ----------- | ------ | ------ |
| 2008/09 | 12.    | 74     | 50.    | 49     | 62.        | 19         | 41.         | 22          | 44.    | 164    |
| 2009/10 | –      | –      | 33.    | 102    | 26.        | 80         | 35.         | 34          | 37.    | 216    |
| 2010/11 | 35.    | 38     | 18.    | 179    | 23.        | 99         | 28.         | 62          | 24.    | 378    |
| 2011/12 | 2.     | 115    | 20.    | 169    | 17.        | 157        | 15.         | 113         | 16.    | 554    |
| 2012/13 | 27.    | 40     | 3.     | 306    | 8.         | 217        | 8.          | 155         | 4.     | 718    |
| 2013/14 | 13.    | 48     | 17.    | 193    | 12.        | 195        | 17.         | 72          | 12.    | 508    |
| 2014/15 | 8.     | 91     | 4.     | 337    | 3.         | 282        | 2.          | 204         | 3.     | 883    |
| 2015/16 | 25.    | 43     | 50.    | 52     | 29.        | 107        | 34.         | 36          | 34.    | 238    |
| 2017/18 | 8.     | 56     | 8.     | 205    | 7.         | 195        | 8.          | 153         | 6.     | 602    |
| 2018/19 | 24.    | 43     | 30.    | 101    | 27.        | 101        | 22.         | 83          | 26.    | 328    |
| 2019/20 | 12.    | 72     | 15.    | 159    | 15.        | 94         | 11.         | 142         | 14.    | 467    |
| 2020/21 | 12.    | 57     | 12.    | 225    | 11.        | 209        | 6.          | 149         | 11.    | 695    |
| 2021/22 | 46.    | 12     | 45.    | 53     | 46.        | 34         | –           | –           | 50.    | 99     |
| 2022/23 | 15.    | 72     | 21.    | 113    | 17.        | 141        | 21.         | 75          | 19.    | 401    |
| 2023/24 | 29.    | 33     | 20.    | 124    | 19.        | 132        | 34.         | 24          | 24.    | 313    |
| 2024/25 | 2.     | 144    | 14.    | 178    | 14.        | 146        | 11.         | 150         | 10.    | 618    |

### Olympische Winterspiele

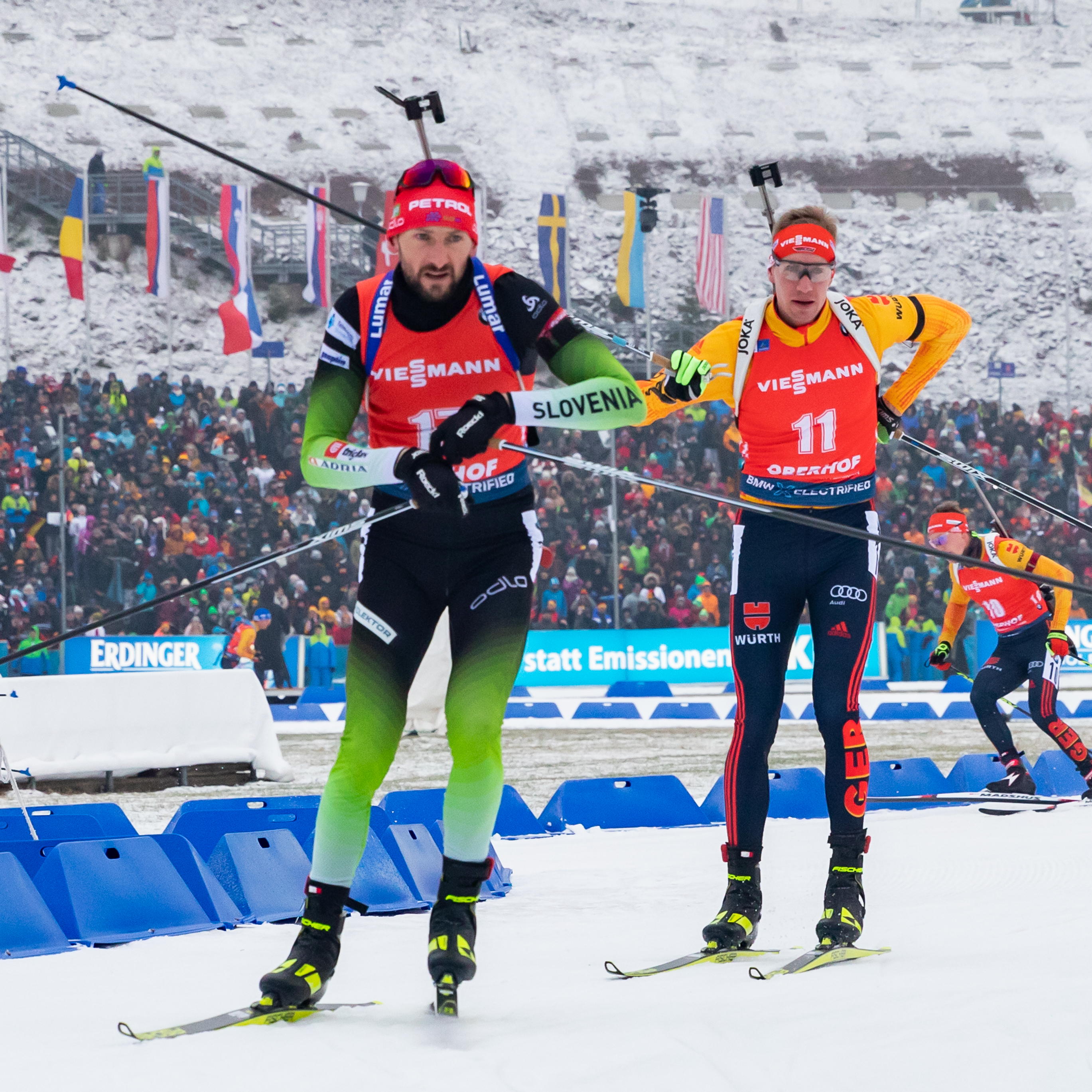
Fak im Januar 2020 in Oberhof, im Hintergrund Johannes Kühn

Ergebnisse bei Olympischen Winterspielen:
|                                             | Einzelwettbewerbe | Einzelwettbewerbe | Einzelwettbewerbe | Einzelwettbewerbe | Staffelwettbewerbe | Staffelwettbewerbe |
| Einzel                                      | Sprint            | Verfolgung        | Massenstart       | Männerstaffel     | Mixedstaffel       |                    |
| ------------------------------------------- | ----------------- | ----------------- | ----------------- | ----------------- | ------------------ | ------------------ |
| Olympische Winterspiele 2010 \| Vancouver   | 50.               | 3.                | 24.               | 8.                | –                  | nicht ausgetragen  |
| Olympische Winterspiele 2014 \| Sotschi     | 31.               | 10.               | 30.               | 4.                | 5.                 | –                  |
| Olympische Winterspiele 2018 \| Pyeongchang | 2.                | 23.               | 47.               | 10.               | –                  | 14.                |
| Olympische Winterspiele 2022 \| Peking      | 29.               | 26.               | 29.               | –                 | 11.                | 20.                |

### Weltmeisterschaften
Ergebnisse bei Weltmeisterschaften:
| Weltmeisterschaften | Weltmeisterschaften | Einzelwettbewerbe | Einzelwettbewerbe | Einzelwettbewerbe | Einzelwettbewerbe | Staffelwettbewerbe | Staffelwettbewerbe | Staffelwettbewerbe |
| Jahr                | Ort                 | Einzel            | Sprint            | Verfolgung        | Massenstart       | Männerstaffel      | Mixedstaffel       | S.-M.-Staffel      |
| ------------------- | ------------------- | ----------------- | ----------------- | ----------------- | ----------------- | ------------------ | ------------------ | ------------------ |
| 2007                | Antholz             | 93.               | 78.               | –                 | –                 | –                  | –                  | nicht ausgetragen  |
| 2008                | Östersund           | DNS               | 69.               | –                 | –                 | –                  | –                  | nicht ausgetragen  |
| 2009                | Pyeongchang         | 3.                | 14.               | 25.               | 19.               | –                  | –                  | nicht ausgetragen  |
| 2012                | Ruhpolding          | 1.                | 11.               | 8.                | – (DNS)           | –                  | 2.                 | nicht ausgetragen  |
| 2013                | Nové Město          | 20.               | 3.                | 6.                | 18.               | 12.                | 5.                 | nicht ausgetragen  |
| 2015                | Kontiolahti         | 10.               | 14.               | 8.                | 1.                | 8.                 | 15.                | nicht ausgetragen  |
| 2016                | Oslo                | 6.                | 39.               | 5.                | 7.                | –                  | 13.                | nicht ausgetragen  |
| 2019                | Östersund           | 42.               | 17.               | 26.               | 14.               | 5.                 | –                  | –                  |
| 2020                | Antholz             | 4.                | 45.               | 21.               | 15.               | 5.                 | –                  | –                  |
| 2021                | Pokljuka            | 20.               | 34.               | 34.               | 5.                | 8.                 | 16.                | 13.                |
| 2023                | Oberhof             | –                 | 63.               | –                 | –                 | 9.                 | –                  | 7.                 |
| 2024                | Nové Město          | 9.                | 27.               | 24.               | 6.                | 11.                | 9.                 | 18.                |
| 2025                | Lenzerheide         | 6.                | 11.               | 6.                | 24.               | 13.                | 11.                | 6.                 |

### Jugend-/Juniorenweltmeisterschaften

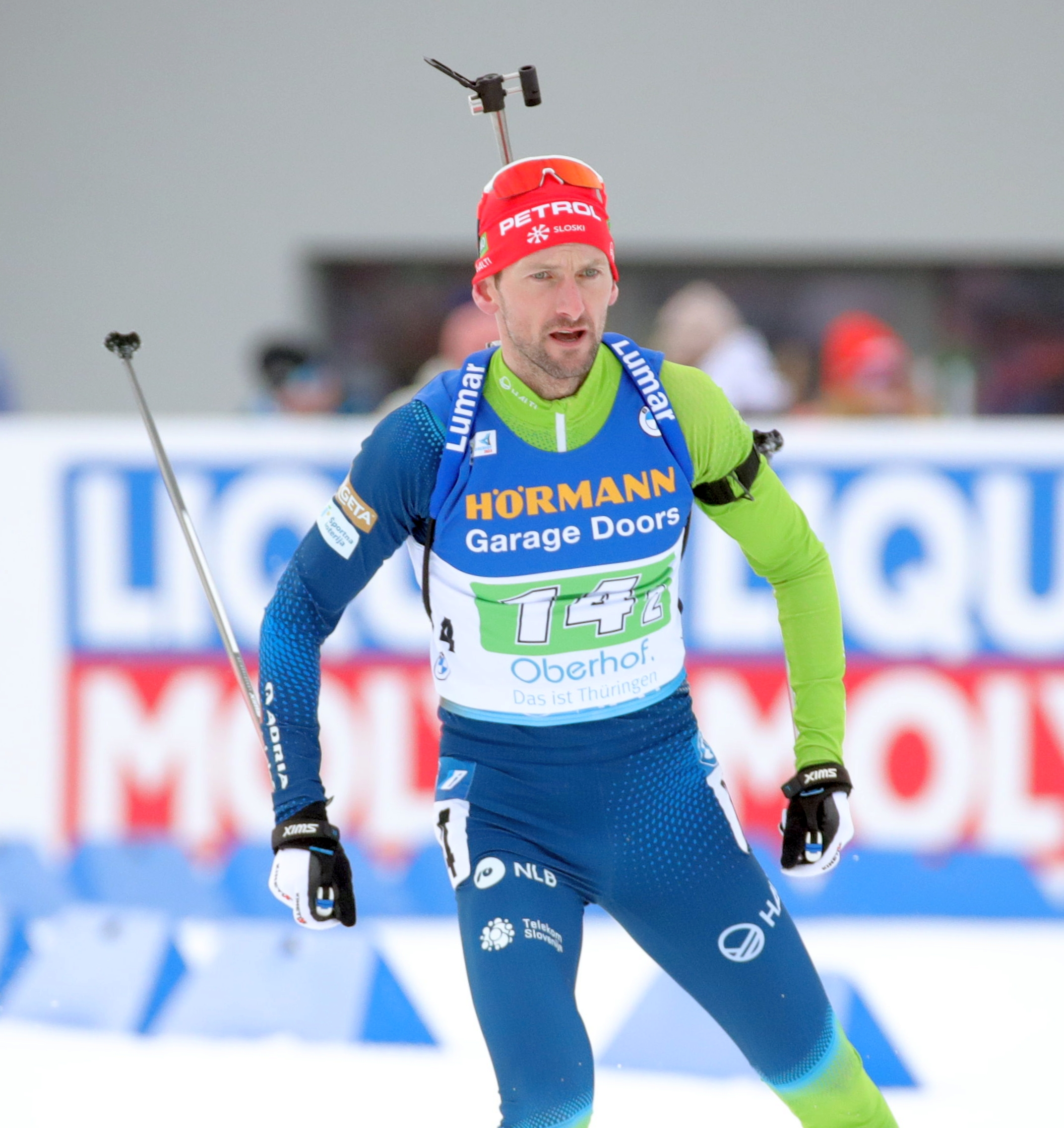
Fak während des Single-Mixed-Wettkampfes bei den Weltmeisterschaften 2023 in Oberhof

Fak nahm bis 2004 an den Jugend- und ab 2007 an den Juniorenwettkämpfen teil.
| Weltmeisterschaften | Weltmeisterschaften | Einzelwettbewerbe | Einzelwettbewerbe | Einzelwettbewerbe | Männerstaffel |
| Jahr                | Ort                 | Einzel            | Sprint            | Verfolgung        | Männerstaffel |
| ------------------- | ------------------- | ----------------- | ----------------- | ----------------- | ------------- |
| 2002                | Ridnaun             | 72.               | 64.               | –                 | 17.           |
| 2003                | Kościelisko         | 38.               | 28.               | 32.               | 18.           |
| 2004                | Bessans             | 55.               | 50.               | DNS               | 15.           |
| 2007                | Martell             | 24.               | 23.               | 18.               | –             |
| 2008                | Ruhpolding          | 31.               | 10.               | 13.               | –             |

### IBU-Cup-Siege
| Nr. | Datum         | Ort       | Disziplin |
| --- | ------------- | --------- | --------- |
| 1.  | 27. Nov. 2011 | Östersund | Sprint    |